# Élections territoriales de 1957 au Soudan français
Les élections territoriales de 1957 au Soudan français se déroulent le 31 mars 1957 afin de pourvoir les 70 membres de l'Assemblée territoriale du Soudan français, alors territoire d’outre-mer de l’Union française couvrant le territoire de l'actuel Mali. Les élections ont lieu pour la première fois au suffrage universel direct par application de la Loi-cadre Defferre.
Les élections voient la victoire de l'Union soudanaise-Rassemblement démocratique africain (US-RDA), qui remporte 57 sièges sur 70, suivi de l'Union des populations du Bandiagara (UPB) avec 7 sièges et du Parti progressiste soudanais (PPS) avec 6 sièges malgré une deuxième place en termes de suffrages.
À la suite des élections, le PPS change de nom pour devenir le Parti du Regroupement soudanais, tandis que l'UPB intègre l'US-RDA, lui conférant 64 sièges sur les 70 de l'assemblée.

## Résultats
Les élus se composent de trente membres de l'intelligentsia, trente employés, cinq commerçants, deux chefs traditionnels, deux paysans et un ouvrier.
|                           |                                                               |           |       |        |     |  |  |  |  |
| Partis                    | Partis                                                        | Votes     | %     | Sièges | +/- |  |  |  |  |
|                           | Union soudanaise-Rassemblement démocratique africain (US-RDA) | 435 976   | 62,14 | 57     | 44  |  |  |  |  |
|                           | Parti progressiste soudanais (PPS)                            | 192 890   | 27,49 | 6      | 21  |  |  |  |  |
|                           | Union des populations de Bandiagara (UPB)                     | 44 052    | 6,28  | 7      | Nv  |  |  |  |  |
|                           | Action Dogon-Peul (ADP)                                       | 24 409    | 3,44  | 0      | Nv  |  |  |  |  |
|                           | Autres partis                                                 | 4 301     | 0,60  | 0      | -   |  |  |  |  |
|                           |                                                               |           |       |        |     |  |  |  |  |
| Suffrages exprimés        | Suffrages exprimés                                            | 701 646   | 98,95 |        |     |  |  |  |  |
| Votes blancs et invalides | Votes blancs et invalides                                     | 7 476     | 1,05  |        |     |  |  |  |  |
| Total                     | Total                                                         | 709 122   | 100   | 70     | 10  |  |  |  |  |
| Abstentions               | Abstentions                                                   | 1 380 720 | 66,06 |        |     |  |  |  |  |
| Inscrits / participation  | Inscrits / participation                                      | 2 089 842 | 33,94 |        |     |  |  |  |  |